# N-Dubz
N-Dubz est un groupe de hip-hop britannique, originaire de Camden, à Londres. Formé en 2000, les membres du groupe se sont rencontrés au Haverstock School à 13 ans. Ils formeront un groupe dont le premier manager était le père de Dappy et l'oncle de Tulisa, Byron Contostavlos, mort le 12 avril 2007.
En novembre 2011, Tulisa confirme que N-Dubz sera en suspens pendant deux ans pour qu'avec Dappy, ils puissent mener une carrière solo. Elle confirme également la sortie d'une compilation des meilleurs titres Greatest Hits le 28 novembre 2011. Cependant le 15 mars 2012, Tulisa affirme par Twitter que N-Dubz s'est séparé à la suite de désaccords entre Tulisa et Dappy.

## Biographie

### Origines
Les trois membres des N-Dubz sont nés à Camden Town, et deux d'entre eux sont d'origine gréco-chypriotes. Ils étudient dans différentes écoles avant de se rencontrer pour la première fois vers 13 ans en moyenne à la Haverstock School et décident de former un groupe ensemble sous le management du père de Dappy, Byron Contostavlo] (ex-Mungo Jerry), qui mourra le 12 avril 2007. Ils ont vécu plusieurs expériences pendant l'adolescence, comme la violence, la dépression, la toxicomanie, de très dures difficultés financières, le bizutage, et les affaires de gang,.

### Débuts et Polydor (2000–2007)
Jouant sous le nom de Lickle Rinsers Crew, ils publient les singles Bad Man Riddim et Life is Getting Sicker by the Day. Après Lickle Rinsers Crew, ils se rebaptisent NW1. Ce nom s'inspire de la phrase Hakuna Matata. Ils se rebaptisent Hukuna Matata, après avoir adopté The Lickle Rinsers Crew, mais la phrase étant la propriété intellectuelle de Disney, ils décident de changer pour No Worries. Mais un autre groupe s'appelait déjà No Worries et décident alors de se rebaptiser NW pendant un court moment. Cependant, il y avait confusion entre NWA, et décident de devenir NW1, qui est final changé pour N-Dubz. Après une première vidéo en 2005 pour la chanson Everyday of My Life, qui est diffusée sur Channel U, enregistrant des démos sous le nom de NW1 comme Don't Feel Like Moving, Girl on Road et Livin Broke, leur premier single à être publier s'intitule You Better Not Waste My Time. Ce n'est pas avant la sortie en 2007 de Feva Las Vegas (auto-publié) que le groupe apparait dans les UK Charts à la 57e place.
Après avoir remporté un MOBO Award dans la catégorie de meilleur arrivant,  le groupe signe avec Polydor Records et réédite son premier single, You Better Not Waste My Time, au label, qui atteint la 26e place de l'UK Singles Chart. À la mi-2007, Dappy publie Love for my Slum avec Baker Troble. Cette chanson se classe premier du Channel U.

### Uncle B(2008–2009)
En mai 2008, une chanson intitulée Ouch fait surface comme clip. cette vidéo compte plus de quatre millions de vues sur YouTube en un mois. Le 6 août 2008, le groupe annonce son départ de Polydor Records et son arrivée au label All Around the World. Le label se spécialisait déjà dans le dance music ; cependant, il avait aussi déjà l'occasion de se consacrer au hip-hop, publiant You Can Do It d'Ice Cube. Pour la presse, Ouch sera le premier single du groupe publié par le label en septembre 2008. Leur premier album, Uncle B, est publié le 17 novembre 2008. L'album comprend You Better Not Waste My Time, I Swear, Feva Las Vegas, Love for My Slums, Ouch, Defeat You et Papa Can You Hear Me?. Strong Again devient le troisième single issu de Uncle B, publié le 16 février 2009 accompagné d'un clip, mais sa sortie CD physique est annulée sans aucune raison. La chanson passe cinq semaines dans l'UK Singles Chart.
Grâce au succès de l'album, le groupe embarque pour sa première tournée, le Uncle B Tour. Elle devait comprendre 16 dates, mais, à cause de grandes demandes, cinq dates supplémentaires seront ajoutées Ils jouent avec Stevie Hoang et Tinchy Stryder. Pendant cette première performance, Tulisa s'écroule sur scène, vraisemblablement à cause de la grippe porcine,,. Jonathan Shalit, le manager du groupe, explique que Tulisa a été transportée par hélicoptère en Grèce et que les autres membres ne pouvaient s'empêcher de s'inquiéter pour elle. Tulisa sera testée négative à la grippe porcine et le groupe pourra de nouveau jouer,.
La chanson Wouldn't You devint le septième et dernier single issu de Uncle B. La chanson est publiée sur Internet le 25 mai 2009, et atteint la 64e place des charts britanniques.

### Nouveaux albums et pause (2009–2011)
N-Dubz participe avec Tinchy Stryder et Pixie Lott à l'enregistrement d'une chanson pour la War Child Charity. The Noisettes, Chipmunk, MPHO, Ironik et Kid British participent aussi au projet sous le nom de The Young Soul Rebels,. Le groupe embarque pour une Christmas Party Tour dès le 17 novembre 2009. Ils visitent 10 villes britanniques jouant Uncle B et  Against All Odds. Leur premier single de leur deuxième album à venir, I Need You, est publié le 9 novembre 2009. L'album, intitulé Against All Odds, est publié le 16 novembre 2009, et est certifié disque de platine approximatement deux mois après sa sortie. Le groupe filme un documentaire en six parties, intitulé Being... N-Dubz,. Par la suite, ils annoncent un nouvel album studio, Love.Live.Life.
En novembre 2011, Tulisa confirme que N-Dubz sera en pause pendant deux ans. Cependant, cette pause durera beaucoup plus longtemps que prévu. Le 13 avril 2017, Fazer révèle que le groupe reviendra le plus tôt possible, sans plus tarder,.

## Discographie

### Albums studio
- 2008 : Uncle B
- 2009 : Against All Odds
- 2010 : Love.Live.Life
- 2023 : Timeless

### Singles
- 2009 : I Need You
- 2010 : Playing with Fire (avec Mr.Hudson)
- 2010 : Dance On
- 2010 : Best Behaviour
- 2010 : Girls
- 2011 : Stuttering (avec Loïck Essien)